# Rete tranviaria di Charlotte
La rete tranviaria di Charlotte, conosciuta anche come Lynx Rapid Transit, è la rete tranviaria a servizio della città di Charlotte, nello Stato della Carolina del Nord. È gestita dall'azienda Charlotte Area Transit System (CATS).
La rete è lunga 37,5 km e si compone di due linee, la linea blu, aperta il 24 novembre 2007, e la linea oro, aperta il 14 luglio 2015. Un'estensione della linea blu verso l'University of North Carolina è stata attivata il 16 marzo 2018, mentre un'estensione della linea oro verso Sunnyside Avenue a sud e French Street a nord è stata aperta il 30 agosto 2021.

## La rete
| Linea     | Percorso                              | Apertura | Ultima estensione | Lunghezza | Stazioni |
| --------- | ------------------------------------- | -------- | ----------------- | --------- | -------- |
| Linea blu | UNC Charlotte ↔ I-485 South Boulevard | 2007     | 2018              | 31,1 km   | 26       |
| Linea oro | French Street ↔ Sunnyside Avenue      | 2015     | 2021              | 6,4 km    | 17       |